# Вила ди Прја (Белуно)
Вила ди Прја је насеље у Италији у округу Белуно, региону Венето.
Према процени из 2011. у насељу је живело 68 становника. Насеље се налази на надморској висини од 405 м.